# Flotsam and Jetsam (album)
Flotsam and Jetsam è il dodicesimo ed eponimo album in studio del gruppo musicale statunitense Flotsam and Jetsam, pubblicato nel 2016 dalla AFM Records.

## Tracce
1. Seventh Seal
2. Life Is A Mess
3. Taser
4. Iron Maiden
5. Verge Of Tragedy
6. Creeper
7. L.O.T.D.
8. The Incantation
9. Monkey Wrench
10. Time To Go
11. Smoking Gun
12. Forbidden Territories

## Formazione
- Edward "Ed" Carlson - chitarra
- Eric "A.K." Knutson - voce
- Michael Gilbert - chitarra
- Jason Ward - basso
- Jason Bittner - batteria